# Rete tranviaria di Augusta
La rete tranviaria di Augusta è la rete tranviaria che serve la città tedesca di Augusta.

## Rete
La rete si compone di cinque linee:
- 1 Lechhausen Neuer Ostfriedhof - Göggingen
- 2 P+R Augsburg West - Haunstetten Nord
- 3 Stadtbergen - Haunstetten West
- 4 P+R Augsburg Nord - Hauptbahnhof
- 6 Hauptbahnhof - P+R Friedberg West